# Alfred Harmsworth
Alfred Charles William Harmsworth, in seguito Lord Northcliffe (Dublino, 15 luglio 1865 – Londra, 14 agosto 1922), è stato un giornalista e editore inglese.
Cofondatore e proprietario del Daily Mail e del Daily Mirror (assieme al fratello Harold Harmsworth), fu uno dei primi sviluppatori del giornalismo popolare e esercitò una vasta influenza sull'opinione pubblica britannica durante l'età edoardiana.
Lord Beaverbrook, su di lui, disse che era "la più grande figura che abbia mai camminato lungo Fleet Street". All'inizio del XX secolo ci furono sempre più tentativi di sviluppare il giornalismo popolare destinato alla classe operaia e tendente a enfatizzare argomenti sensazionali. Harmsworth ne era il principale innovatore.
Northcliffe ebbe un ruolo importante durante la prima guerra mondiale, soprattutto criticando il governo per quanto riguarda la Crisi delle munizioni del 1915. Nel 1917 diresse una missione nel nuovo alleato, gli Stati Uniti, e fu direttore della propaganda inglese nel 1918.
La sua Amalgamated Press, scritta da Arthur Mee e John Hammerton e dalla sua sussidiaria The Educational Book Company, ha pubblicato The Harmsworth Self-Educator, The Children's Encyclopedia e Harmsworth's Universal Encyclopaedia.

## Biografia

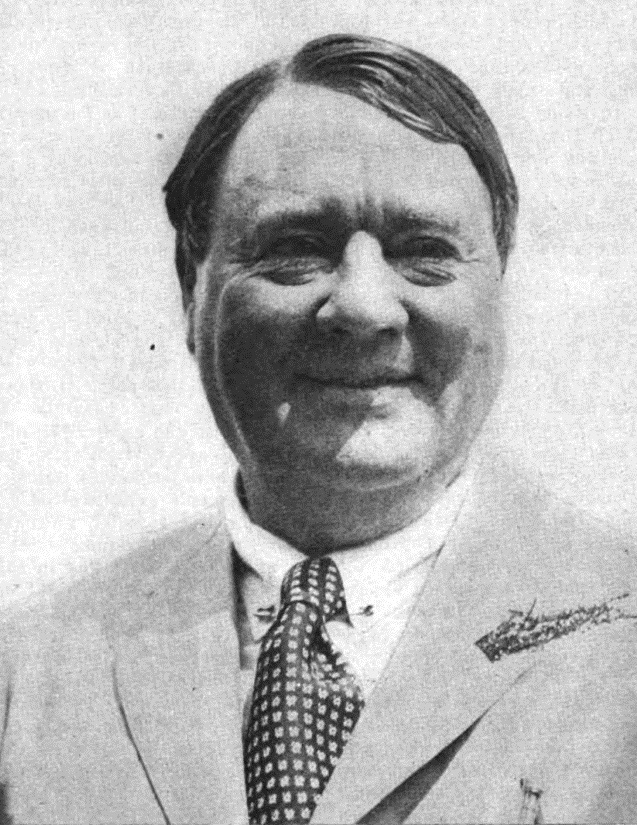
Ritratto fotografico di Lord Northcliffe.

Nato a Chapelizod, nella contea di Dublino, Harmsworth è stato educato alla Stamford School nel Lincolnshire, in Inghilterra, dal 1876 e alla Henley House School di Kilburn, Londra, dal 1878. Un maestro di Henley House che avrebbe dovuto rivelarsi importante per il suo futuro fu J. V. Milne, il padre di A. A. Milne, che secondo H. G. Wells era a scuola con lui in quel periodo e lo incoraggiò a iniziare la rivista scolastica. Nel 1880 visitò per la prima volta il Sylvan Debating Club, fondato da suo padre, e di cui in seguito servì come tesoriere.

### Carriera
Fece le sue prime esperienze collaborando attivamente a vari giornali, fino al 1888, quando fondò Answers to Correspondents un periodico strutturato nella formula domande/risposte, su tematiche che interessavano larghi strati della popolazione e con uno stile di facile leggibilità ed accessibilità. In seguito è stato assistito da suo fratello Harold, esperto in questioni economiche. Harmsworth aveva un senso intuitivo per ciò che il pubblico della lettura voleva comprare, e iniziò una serie di periodici economici ma di successo, come Comic Cuts (slogan: "Divertente senza essere volgare") e la rivista Forget-Me-Not per le donne. Da questi periodici, ha sviluppato la più grande casa editrice periodica al mondo, la Amalgamated Press. Gli Harmsworth arrivarono a controllare fino a settanta periodici inglesi; ciò consentì loro di rinnovare alla base l'intero sistema giornalistico inglese.

#### La nascita delDaily Mail e del Daily Mirror
Il giornale che all'epoca batté tutti i record di vendite fu il Daily Mail, fondato nel 1896, che deteneva il record mondiale per la circolazione quotidiana dei suoi numeri, fino alla morte di Harmsworth; gli slogan del Daily Mail includevano "il diario quotidiano dell'uomo impegnato" e "il giornale da penny per un mezzo penny". Il primo ministro Robert Cecil, Lord Salisbury, ha detto che era "scritto da ragazzi dell'ufficio per i ragazzi dell'ufficio".

Nel 1908 gli Harmsworth acquisirono il Times e lo ristrutturarono secondo nuovi criteri manageriali. Già molto popolari, l'influenza degli Harmsworth sull'opinione pubblica venne ulteriormente ad aumentare, anche su temi sensibili all'epoca quali l'intervento inglese, a fianco della Francia, allo scoppio della prima guerra mondiale. 

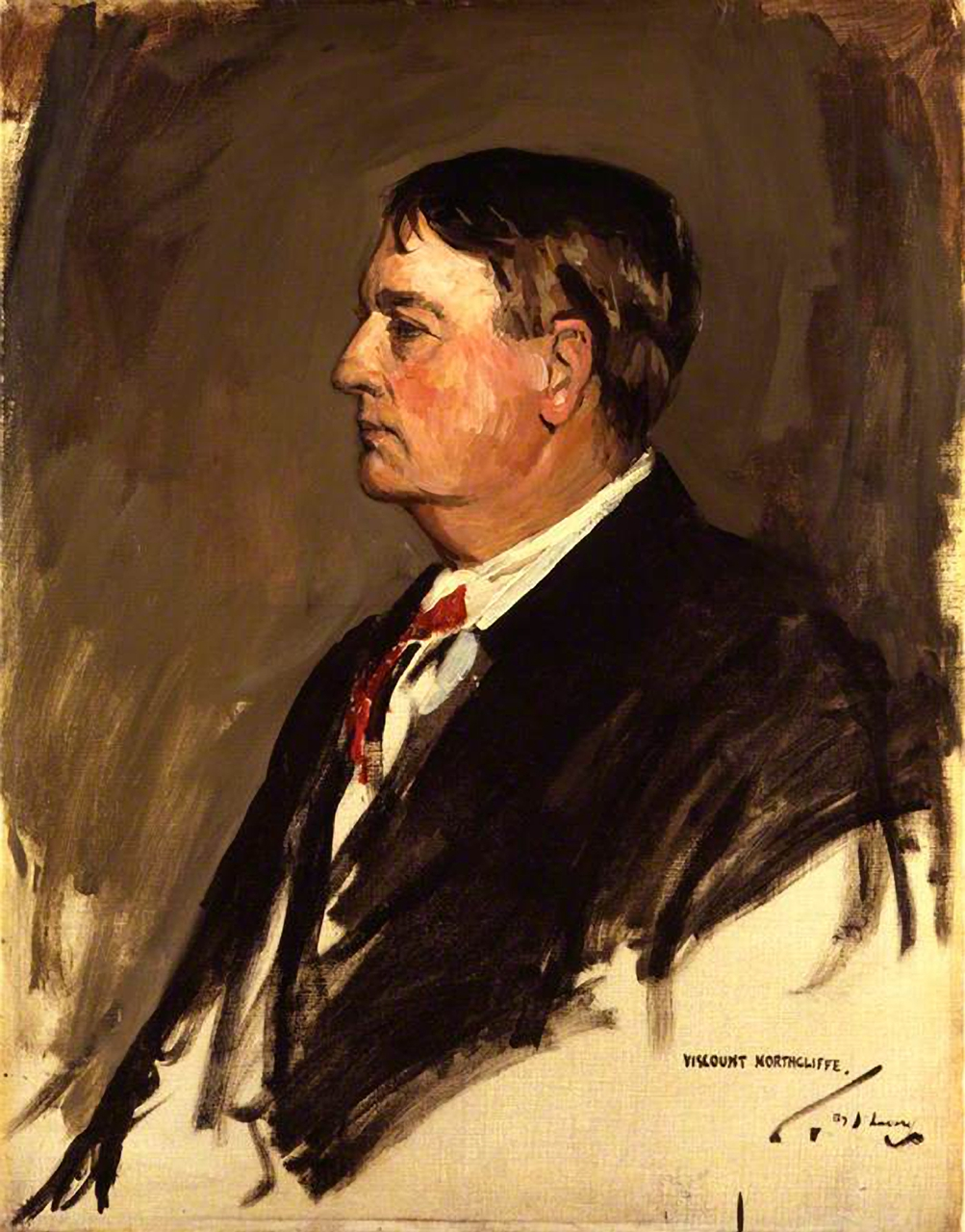
John Lavery, il Visconte di Northcliffe Alfred Harmsworth, olio su tela, 1921, National Potrait Gallery, Londra.

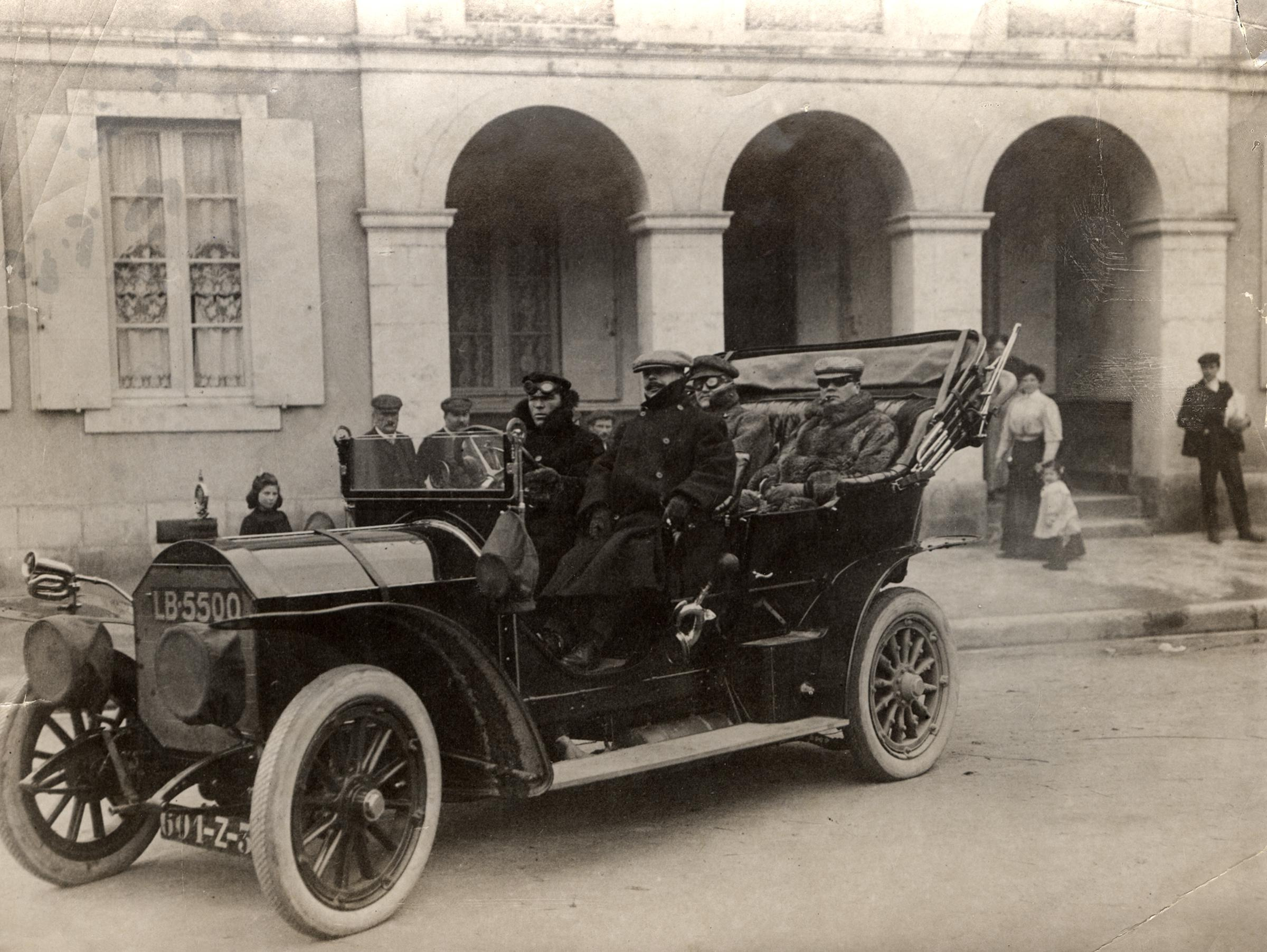
Alfred Harmsworth nella sua auto personale.

Harmsworth trasformò quindi un giornale domenicale, il Weekly Dispatch, nel Sunday Dispatch, poi il più grande giornale della domenica in circolazione in Gran Bretagna. Ha anche avviato la rivista Harmsworth (in seguito London Magazine 1898-1915), rivolgendosi ad uno dei migliori editor della Gran Bretagna, Beckles Willson, che era stato editore di molte pubblicazioni di successo, tra cui The Graphic.
Nel 1899, Harmsworth fu responsabile del successo senza precedenti di un appello di beneficenza per i dipendenti dei soldati che combattevano nella guerra del Sud Africa invitando Rudyard Kipling e Arthur Sullivan a scrivere la canzone The Absent-Minded Beggar.

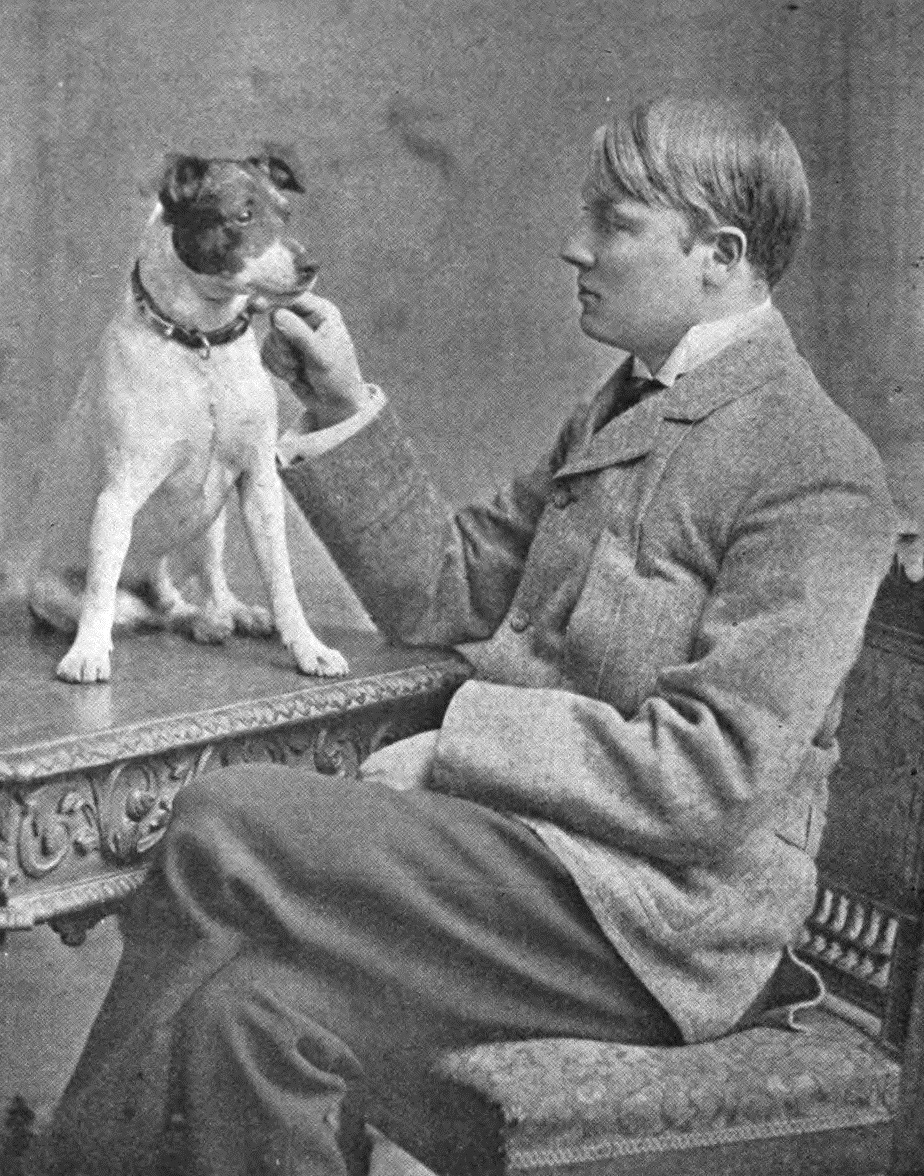
A. C. Harmsworth e il suo cane

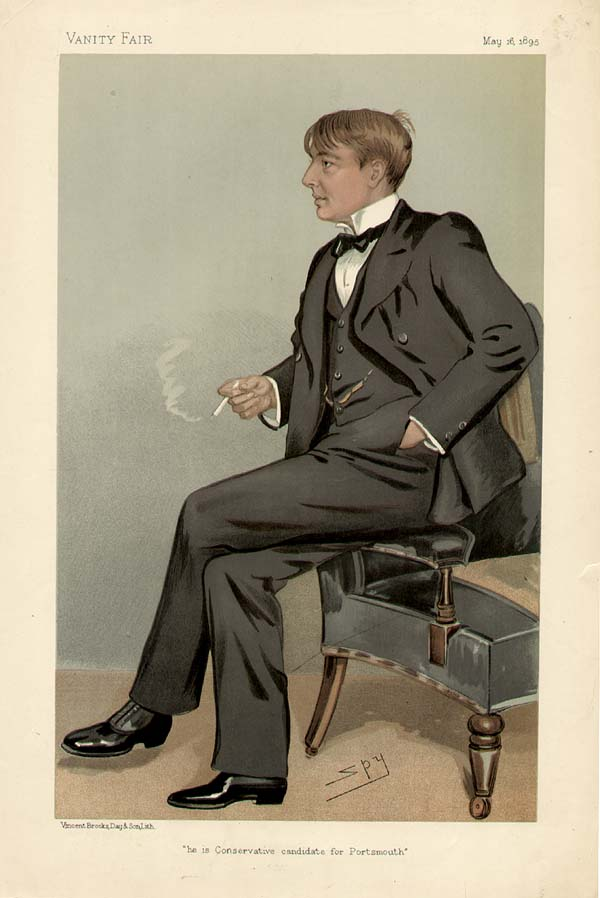
Lord Northcliffe in una caricatura di Leslie Ward, su Vanity Fair, pubblicata sul numero del 16 maggio 1895.

Harmsworth pubblicò anche il Daily Mirror nel 1903 e salvando gli economicamente disperati Observer e The Times nel 1905 e nel 1908, rispettivamente. Nel 1908, acquisì anche il Sunday Times. Ha introdotto i suoi fratelli più giovani nel suo impero mediatico, primo fra tutti Harold Harmsworth.

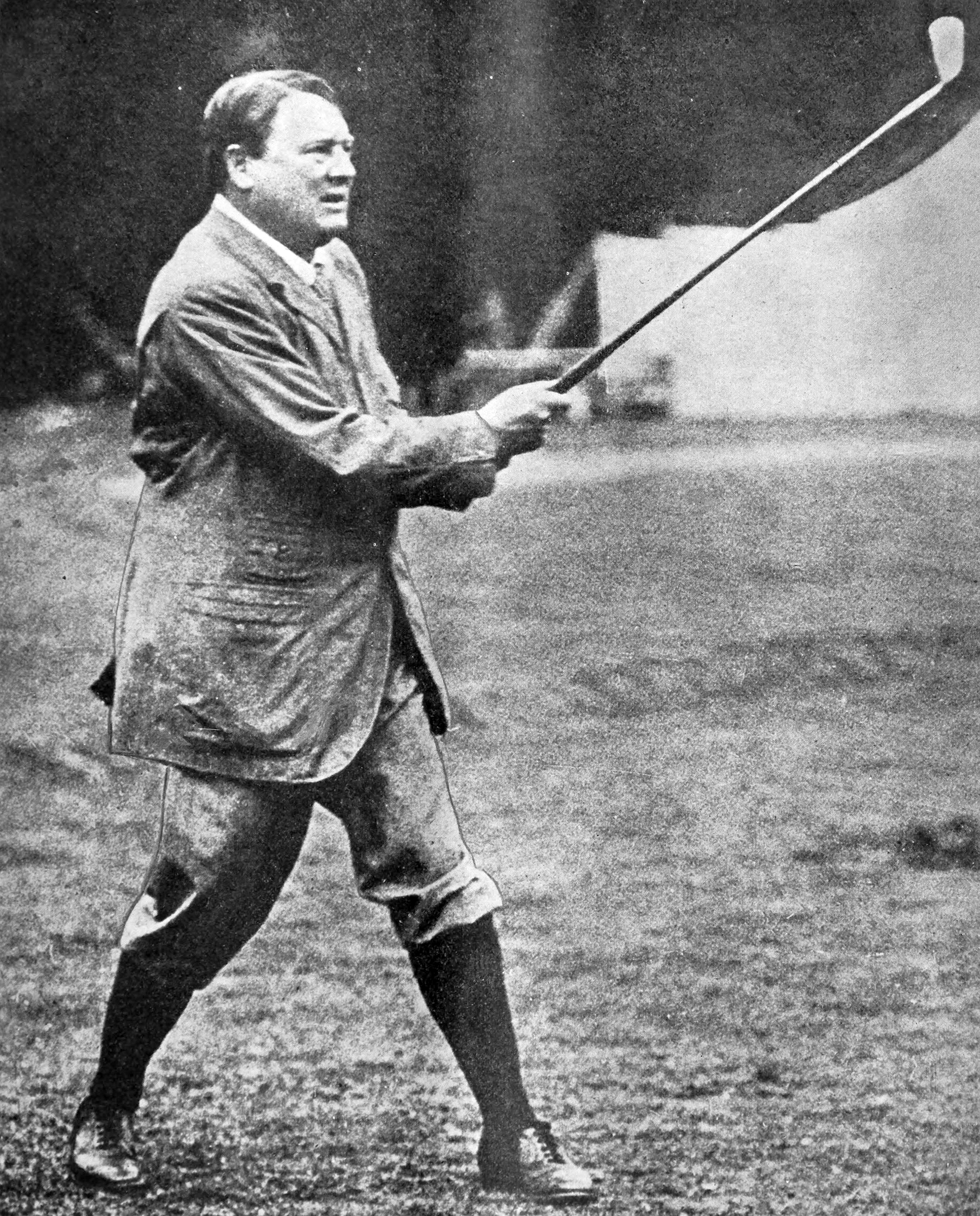
Lord Northcliffe gioca a golf, anni 1900.

### Cariche nobiliari
Harmsworth fu nominato Baronetto, di Elmwood, nella parrocchia di St Peters, nella contea del Kent nel 1904. Nel 1905, Harmsworth fu nominato al pari come Baron Northcliffe, dell'Isola di Thanet nella Contea di Kent, e nel 1918 fu nominato Visconte Northcliffe, di San Pietro nella contea del Kent, per il suo servizio come direttore della missione di guerra britannica negli Stati Uniti.

### Famiglia
Alfred Harmsworth sposò Mary Elizabeth Milner l'11 aprile 1888. Fu nominata Dama di Gran Croce dell'Ordine dell'Impero Britannico (GBE) e Dama di Grazia del Venerabile Ordine di San Giovanni nel 1918. Non avevano figli.
Alfred Harmsworth aveva quattro figli riconosciuti da due donne diverse. Il primo, Alfred Benjamin Smith, nacque quando Harmsworth aveva diciassette anni; la madre era una domestica di sedici anni nella casa dei suoi genitori. Smith morì durante il 1930, presumibilmente in una casa mentale. Nel 1900, Harmsworth aveva acquisito una nuova amante, una donna irlandese di nome Kathleen Wrohan, di cui si sa poco, solo il suo nome; lei partorì due ulteriori figli e una figlia, e morì durante il 1923.

## Influenza politica
La proprietà di Northcliffe del The Times, Daily Mail e altri giornali ha fatto sì che i suoi editoriali influenzassero "le classi e le masse". In un'epoca prima della radio, della televisione o di internet, ciò significava che Northcliffe dominava la stampa britannica "come non è mai stata prima o dopo da un uomo".

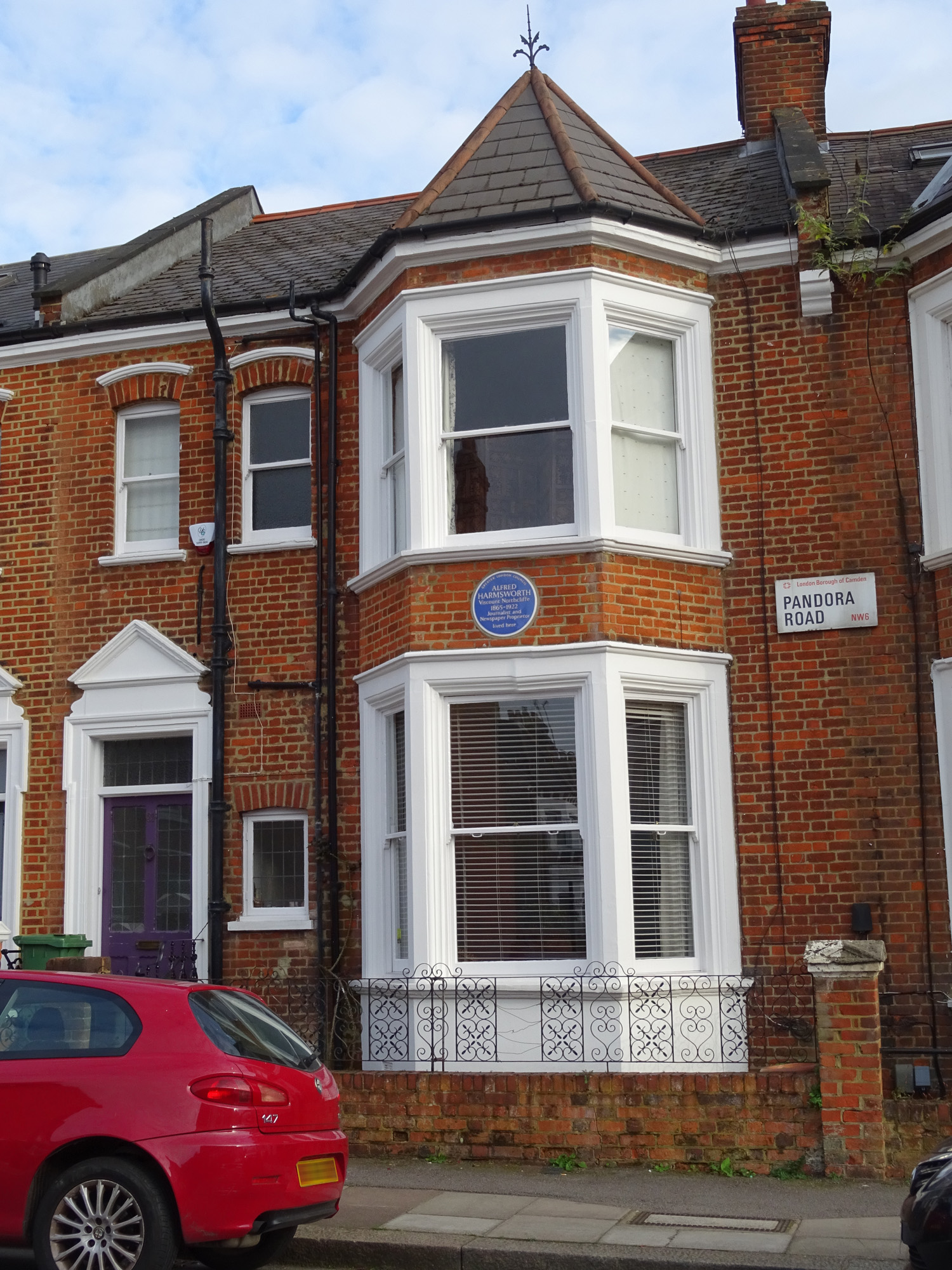
Residenza di Harmsworth, al nº31 di Pandora Road, West Hampstead, Londra

La direzione di Northcliffe del Daily Mail negli anni immediatamente precedenti la prima guerra mondiale, quando il giornale mostrava "un virulento sentimento antitedesco", costrinse The Star a dichiarare, "Accanto al Kaiser, Lord Northcliffe ha fatto più di qualsiasi uomo vivente". I suoi giornali - specialmente il Times - riportarono la Shell Crisis del 1915 con tale zelo che aiutò a porre fine al governo liberale del primo ministro Herbert Henry Asquith, costringendolo a formare un governo di coalizione (l'altro evento causale fu la rinuncia dell'ammiraglio John Fisher come Primo Lord del Mare). I giornali di Lord Northcliffe propagandarono la creazione di un ministro delle munizioni (un lavoro tenuto per la prima volta da David Lloyd George) e contribuirono alla nomina di Lloyd George come primo ministro nel 1916. Lloyd George offrì a Lord Northcliffe un lavoro nel suo gabinetto, ma Northcliffe rifiutò e fu nominato direttore per la propaganda.
Tale fu l'influenza di Northcliffe sulla propaganda antitedesca durante la prima guerra mondiale che una nave da guerra tedesca fu mandata a bombardare la sua casa, Elmwood, a Broadstairs, nel tentativo di assassinarlo. La sua precedente residenza porta ancora un guscio per il rispetto della moglie del suo giardiniere, che è stato ucciso nell'attacco. Il 6 aprile 1919, Lloyd George fece un attacco mortale su Harmsworth, definendo la sua arroganza "vanità malata". A quel punto l'influenza di Harmsworth stava diminuendo.
I nemici di Northcliffe lo accusarono di potere senza responsabilità, ma i suoi editoriali furono un fattore decisivo per la risoluzione del trattato di pace irlandese del 1921 e la sua missione negli Stati Uniti all'inizio della Grande Guerra è stata giudicata di successo dagli storici.

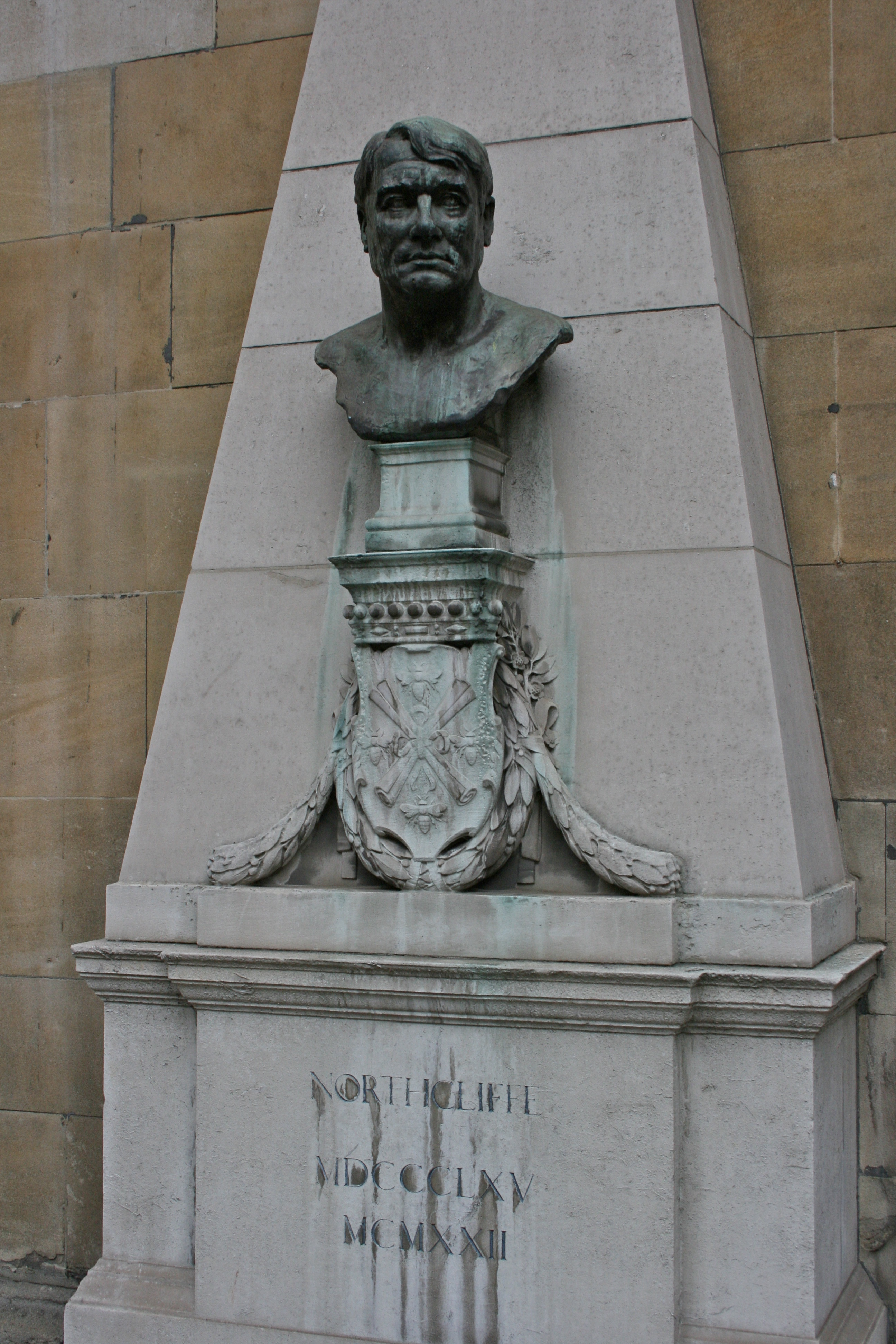
Busto di Lord Northcliffe, a Londra.

La personalità di Northcliffe ha plasmato la sua carriera. Era monolingua e non ben educato; conosceva poca storia o scienza. Aveva una brama di potere e di denaro, mentre lasciava gli affari finanziari a suo fratello Harold. Si immaginò rinascere sotto forma di Napoleone e assomigliava fisicamente all'imperatore e in termini di enorme energia e ambizione. Soprattutto, aveva un entusiasmo fanciullesco per tutto. Norman Fyfe, un amico intimo, afferma che era:
(Norman Fyfe, in Hamilton Fyfe, Northcliffe an Intimate Biography, (1930), p. 106.)
Lo storico Ian Christopher Fletcher afferma:
(Ian C. Fletcher)
A.J.P. Taylor, tuttavia, dice: "Northcliffe poteva distruggere quando usava le notizie correttamente, non poteva entrare nel posto vacante, aspirava al potere invece dell'influenza e, di conseguenza, Le perdeva entrambi."

## Sport
Nel 1903, Harmsworth ha dato vita alla Harmsworth Cup, il primo premio internazionale per le gare di motonautica.
Harmsworth era un amico di Claude Johnson, amministratore delegato della Rolls-Royce Limited, e negli anni precedenti la prima guerra mondiale divenne un appassionato della Rolls-Royce Silver Ghost.

## Morte
La salute di Alfred Harmsworth diminuì durante il 1921 a causa principalmente di un'infezione da streptococco. Ha fatto un tour mondiale per rianimarsi, ma non è riuscito a farlo. Morì di endocardite in una capanna sul tetto della sua casa londinese, al numero 1 di Carlton House Gardens, nell'agosto del 1922, e lasciò tre mesi di paga a ciascuno dei suoi seimila impiegati. Il viscontato, la baronia e il baronettato di Northcliffe si estinsero. È sepolto nel cimitero di East Finchley, a nord di Londra.